# Prinsenpark (Retie)
Het Prinsenpark is een natuur- en recreatiegebied van 215 ha in het zuiden van de Belgische gemeente Retie. Het ligt ten zuidwesten van Retie, ten noordwesten van Mol, ten noordoosten van Geel en ten zuidoosten van Kasterlee. In het zuiden ligt het Kanaal Bocholt-Herentals en in het noorden sluit het Prinsenpark op de Witte Netevallei aan.
Het domein wordt door de provincie Antwerpen beheerd en omvat bossen, weidelandschappen en vijvers. Het is vrij toegankelijk en er zijn enkele wandelroutes uitgestippeld. Andere benamingen voor het domein zijn Geelse Aart of Geelse Aard en Koninklijk Domein.

## Geschiedenis
Het natuurgebied Prinsenpark maakt deel uit van de Kempen, dat tot de 19e eeuw voornamelijk uit heide bestond, toen de aart genoemd. De bewoners hoedden op de heide hun vee, gebruikten de heideplaggen als strooisellaag in stallen en heizoden en turf als brandstof.
Rond 1840 werd getracht de woeste gronden vruchtbaar te maken. Naar aanleiding van de hongersnood in Vlaanderen en de Kempen in 1846 verscheen op 25 maart 1847 de ontginningswet waarbij gemeenten konden gedwongen worden 'woeste' gronden, als heiden en moeren, te verkopen om te ontginnen. In 1851 weigerde het gemeentebestuur van Retie die 'vage' gronden te verkopen, maar een verzoek van koning Leopold I veranderde dit. In oktober 1853 verkocht de gemeente een blok gemeenteheide van 398 ha, Geelsche Heyde, Aerd genaamd, een blok heide, moeras en jonge dennenbossen van 600 ha, Retie-Goor genaamd, en het Geertrijven van 6 ha, de huidige grote vijver in het Prinsenpark, aan prins Filips en prinses Charlotte. De drie blokken vormden het Koninklijk Domein der Kempen dat door verdere aankopen in Dessel, Geel, Mol en Retie uiteindelijk ongeveer 4.000 ha omvatte, waaronder heide en moerassen die werden ontgonnen en gebruikt voor hooi- en houtwinning, experimentele landbouw en veeteelt.
Rond 1880 werd te midden van het Koninklijk Domein der Kempen op de Retiese Aard het zogeheten Park aangelegd. De beplantingen wijzen op de intentie om het uit te bouwen als landschapspark. Bijzondere parkbomen als treurbeuk en Japanse lork werden aangeplant en slingerende wegen verbinden een ringweg met een grote open plaats waar een koninklijke jachtpaviljoen zou gebouwd worden. Prins Boudewijn, de zoon van prins Filips verbleef er, maar hij overleed in 1891 op 22-jarige leeftijd en het paviljoen werd nooit gerealiseerd. De naam Retiese Aart werd in die tijd meer en meer door Park van Retie vervangen.
Het plaatselijk beheer van het Koninklijk Domein der Kempen was gedurende ongeveer 100 jaar voornamelijk in handen van de Retiese familie Van Elst. Het toezicht ervan werd aan de boswachtersfamilies Vanlommel, Michiels en Blockx toevertrouwd. De Vanlommels bewoonden de boerderij-herberg In Den Zoeten Inval langs de weg Geel-Retie ter hoogte van de kasseiweg naar Ten Aard.
In 1950 werd het grootste deel van het Koninklijk Domein der Kempen aan de Compagnie Immobilière de Belgique verkocht, dat het op zijn beurt in grote stukken aan het Studiecentrum voor Kernenergie (SCK), de steenkoolmijn van Beringen, de Maatschappij van de Kleine Landeigendom en boeren uit de streek verkocht. In 1972 werd het park (126 ha) eigendom van de provincie Antwerpen. Het kreeg als naam Prinsenpark. Later kocht de provincie omliggende gronden aan, waardoor het park uiteindelijk 215 ha groot werd.

## Beschrijving
Het Prinsenpark beschikt over enkele vijvers die door een grachtensysteem met kalkrijk water uit het Kanaal Bocholt-Herentals worden gevoed. De waterstand wordt zo geregeld dat er tijdens de vogeltrekperioden slikplaatsen ontstaan waar veel (water)vogels kunnen worden waargenomen, waaronder de roerdomp. Er is een bezoekerscentrum en diverse picknickplaatsen, vogelkijkhutten en uitgezette rondwandelingen. In het park leven reeën.